# مراد أباد (اسماعيلي كرمان)
مراد أباد (بالفارسية: مرادآباد) هي منطقة سكنية تقع في إيران في منطقة إسماعيلي. يقدر عدد سكانها بـ 675 نسمة بحسب إحصاء 2016.